# Aérodrome de Dirkou
L'aérodrome de Dirkou (code OACI : DRZD) est l'aéroport de Dirkou, Niger. L'aérodrome est situé 2 km au sud-ouest du centre-ville. La piste de l'aérodrome est bitumée et mesure 1 600 x 40 m.

## Histoire
En septembre 2014, le gouvernement américain a lancé une procédure en vue de la réalisation de travaux sur cet aérodrome, qui pourraient être le prélude à une installation de drones MQ-9 Reaper,,.

## Situation
| \| 100 km1:21 840 000 \|Arlit Diffa Niamey Dirkou Dogondoutchi Gaya Gouré Iférouane La Tapoa Maïné-Soroa Agadez Maradi Tahoua Tanout Tessaoua Tillabéri Zinder BA 101 BA 201 Madama |
| 100 km1:21 840 000 |